# Merijn Scheperkamp
Merijn Scheperkamp, född 6 mars 2000 i Hilversum, är en nederländsk skridskoåkare.

## Karriär
Vid olympiska sommarspelen för ungdomar 2018 i Buenos Aires tog Scheperkamp brons i hastighetsåkning på inlines.
I januari 2025 tog Scheperkamp silver i sprint vid EM i Heerenveen.

## Personliga rekord
| Distans     | Tid     | Datum            | Plats                                 |
| ----------- | ------- | ---------------- | ------------------------------------- |
| 500 meter   | 34,41   | 2 februari 2025  | Pettit National Ice Center, Milwaukee |
| 1 000 meter | 1.07,46 | 5 december 2021  | Utah Olympic Oval, Salt Lake City     |
| 1 500 meter | 1.46,18 | 30 december 2021 | Thialf, Heerenveen                    |
| 3 000 meter | 3.49,38 | 20 februari 2021 | Thialf, Heerenveen                    |
| 5 000 meter | 7.03,84 | 3 februari 2019  | Groningen                             |